# روخيليو فلوريس ميخيا
روخيليو فلوريس ميخيا (بالإسبانية: Rogelio Flores Mejía)‏ هو سياسي مكسيكي، ولد في 29 يناير 1969 في ولاية بويبلا في المكسيك. نشط حزبياً في حزب العمل الوطني. وقد انتخب عضو مجلس النواب المكسيك.